# Annona tomentosa
Annona tomentosa R.E.Fr. – gatunek rośliny z rodziny flaszowcowatych (Annonaceae Juss.). Występuje naturalnie w Brazylii – w stanach Pará, Rondônia, Tocantins, Bahia, Ceará, Goiás, Mato Grosso do Sul, Mato Grosso, Minas Gerais i São Paulo oraz w Dystrykcie Federalnym. 

## Morfologia
PokrójZimozielony krzew dorastający do 2–3 m wysokości. Młode pędy są owłosione.
LiścieMają kształt od eliptycznego do podłużnego. Mierzą 3–15 cm długości oraz 1–8 szerokości. Są skórzaste, omszone od spodu. Nasada liścia jest zaokrąglona. Wierzchołek jest ostry. Ogonek liściowy jest owłosiony i dorasta do 5 mm długości.
KwiatySą pojedyncze. Rozwijają się w kątach pędów. Działki kielicha mają owalny kształt i dorastają do 4–5 mm długości. Są omszone i mają zielony kolor. Płatki mają owalny kształt. Osiągają do 15–30 mm długości. Mają zielonkawą barwę. Są prawie takie same, omszone.
OwoceTworzą owoc zbiorowy. Mają zielonożółtawą barwę.